# هوآرد کراین
هَوْآرد دیوید کراین (متولد ۱۹۶۶/۱۹۶۷) متخصص گوش و حلق و بینی، جراح پلاستیک و مدیر کسب و کار آمریکایی است. او استادیار گوش و حلق و بینی در دانشگاه توماس جفرسون است و از شرکای بنیانگذار و اداره کنندگان مرکز زیبایی و ترمیم صورت بیمارستان دانشگاه توماس جفرسون است. کرین مدیر ارشد پزشکی در StartUp Health، از شرکت‌های سرمایه‌گذاری خطرپذیر و فناوری سلامت است. وی همسر اشلی بایدن، دختر جو بایدن چهل و ششمین رئیس جمهور ایالات متحده آمریکا است. وی از سال ۲۰۱۷ تا ۲۰۱۹ در هیئت مدیره ابتکار سرطان بایدن فعالیت می‌کرد. کراین به کمپین ریاست جمهوری ۲۰۲۰ جو بایدن در مورد واکنش آن به دنیاگیری کووید ۱۹ در آمریکا به‌طور غیررسمی مشاوره داده است.